# Paški Kozjak
Paški Kozjak (pronuncia [ˈpaːʃki ˈkoːzjak]) è un insediamento (naselje) di 225 abitanti, della municipalità di Velenje nella regione statistica della Savinjska in Slovenia.
L'area faceva tradizionalmente parte della regione storica della Stiria, ora invece è inglobata nella regione della Savinjska.

## Storia
Durante la Seconda guerra mondiale è stata area di una battaglia tra i partigiani sloveni e le forze armate tedesche, in particolare nella notte tra il 17 ed il 18 gennaio del 1944.